# زراعة مترافقة

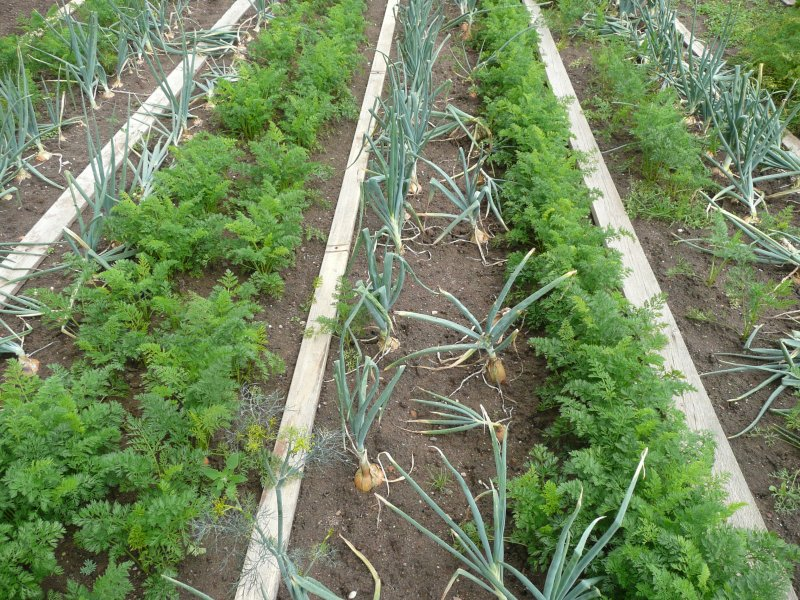
زراعة مترافقة بين محاصيل البصل والجزر.

في البستنة والزراعة، الزراعة المُترافقة أو الزراعة المختلطة (بالإنجليزية: Companion planting)‏، هي زراعة المحاصيل المختلفة على مقربة من بعضها البعض لتحقيق بعض المنافع المتبادلة، مثل مكافحة الآفات والتلقيح، وتوفير الموائل لجذب الحشرات النافعة والمفيدة، والحماية من الرياح، وزيادة إنتاجية المحاصيل وإثراء المغذيات. وتُعتبر الزراعة المترافقة شكل من أشكال التربية المتعددة.
كما تُعتبر إحدى وسائل المكافحة الحيوية وتسهم هذه التقنية في إعاقة وردع الآفات، وضبط انتشارها وذلك من خلال زراعة نباتات مختلفة ومتنوعة بشكل متداخل، بحيث تقوم وتعزز بعضها في عدة اتجاهات بشكل تكافلي بدون أي منافسة بينها علماً بأن المنفعة تكون متبادلة بين النباتات المترافقة أو من طرف واحد.